# السيفة الجنوبية (السيفا)
السيفة الجنوبية هي إحدى مشيخات المملكة المغربية، تتبع جغرافيا لإقليم الرشيدية وإداريًا لالسيفا. يقدر عدد سكانها بـ 3871 نسمة حسب الإحصاء الرسمي للسكان والسكنى لسنة 2004.